# Kastrioti (Adelsgeschlecht)

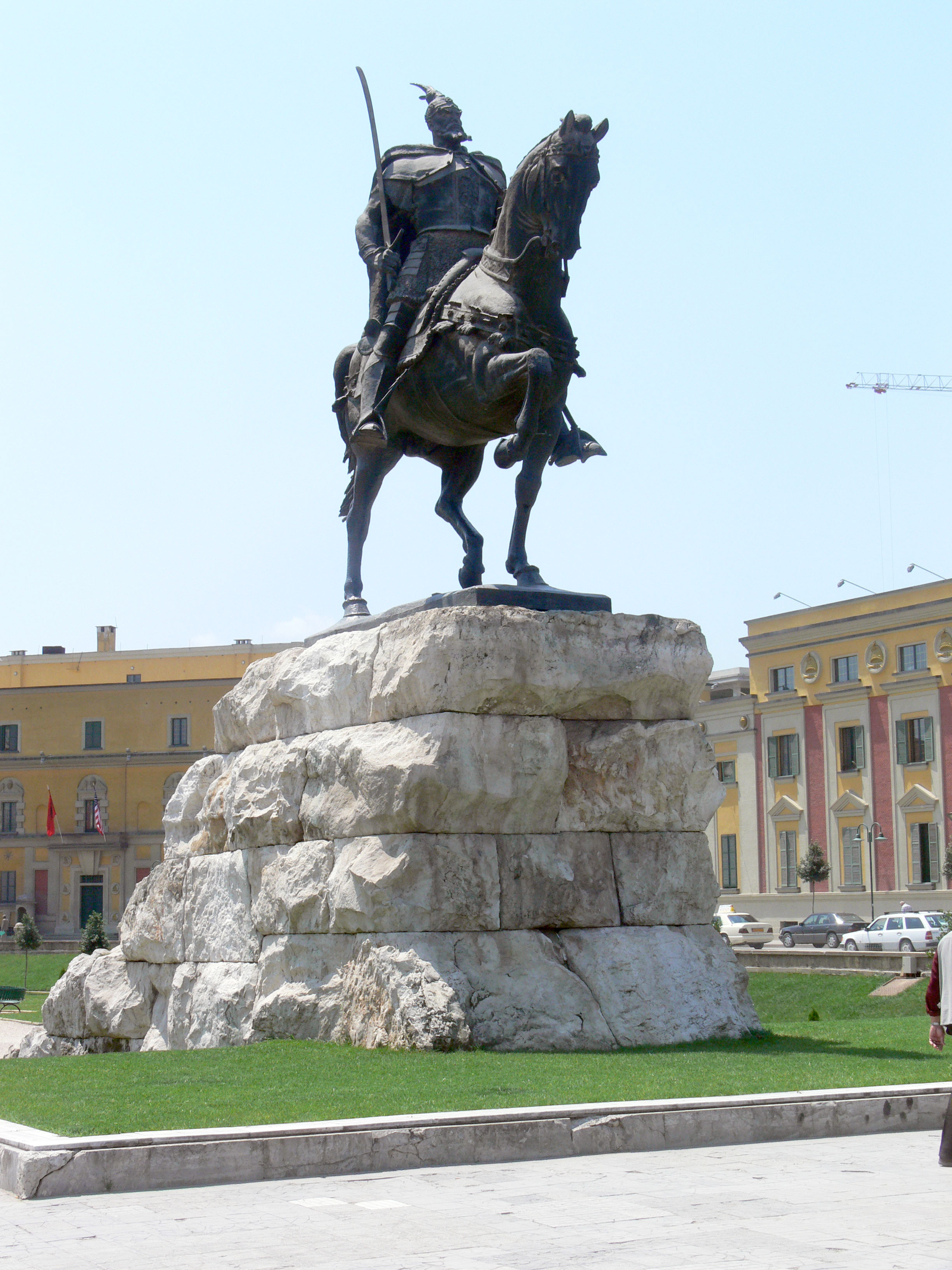
Statue von Skanderbeg in Tirana am Skanderbeg-Platz

Die Kastrioti oder Kastriota (auch Kastrati; albanisch Pl. Kastriotët; italienisch Castriota) waren ein albanisches Adelsgeschlecht im Mittelalter, das dem Stamm der Süd-Miriditen angehörte. Sie stammen ursprünglich aus der Region Mati in Nordalbanien, in der Nähe der heutigen Grenze zu Montenegro und Kosovo. Die Adelsfamilie war dem Glauben nach römisch-katholisch. Sie hatte gute Beziehungen zur Republik Venedig, zum Königreich Neapel und zum damaligen Papsttum. Die Linie der Kastrioti stellte viele Fürsten, die über Ländereien herrschten, die heute zu den modernen Staaten Albanien, Kosovo, Nordmazedonien und Montenegro gehören. Auch in Süditalien herrschten die Nachfahren der Castriota über Ländereien und Herzogtümer.

## Etymologie
Das Wort Kastrioti leitet sich von Kastrati oder Kastri ab, einem Ortsnamen in Has in Nordalbanien, wo die Adelsfamilie ihren Ursprung hatte. So erwähnt 1405 ein Chronist aus Ragusa namens Pietro Luccari einen Gjon Kastrioti, der Herr über Kruja sei, und dessen Familie aus dem Dorf Kastrati stamme, das unter der Zuständigkeit von Has liege und sich in der Nähe des Flusses Drillon (heute Drin) befinde.

## Geschichte
Erstmals erwähnt wird der Name Kastriot in einem Dokument aus dem Jahr 1368, das einen Eid des bulgarischen Fürsten von Vlora, Alexander Komnenos Asen, enthält. Es nennt einen Kastriot als Herr von Kanina. Die Tatsache, dass ein Kastriot über Kanina herrschte, bezeugt die engen Verwandtschaftsverhältnisse in der damaligen Zeit. Möglicherweise war dieser Kastriot Mitglied des Hauses Dukagjin, das damals einige Festungen in mittelalterlichen Albanien beherrschte.
1389 ist ein Mitglied der Familie Kastrioti (entweder Pal oder Gjergj genannt) als Befehlshaber einer albanischen Armee neben einem Theodor Muzaka II. an seiner Seite an der Schlacht auf dem Amselfeld belegt. Er soll über ein Gebiet von Has bis zum Fluss Mat geherrscht haben.
Gjon Kastrioti II. folgte seinem Vater (Pal oder Gjergj Kastrioti, nicht zu verwechseln mit Gjergj Kastrioti Skanderbeg) als Herr über die Region Matia. Die Herrschaft erstreckte sich weit nördlich über Shkodra und Lezha bis nach Bosnien. In einem venezianischen Dokument aus dem Jahr 1413 wird Gjon als dominus partium bosniae genannt. 1395 konnte er die Festung von Kruja der Familie Thopia entreißen. Auch andere Festungen kamen in seinen Besitz, so Petrela, Svetigrad, Varosh (östlich von Burrel) und Gur i Bardhë (Dorf im Kreis Mat).
Georg Kastriota Skanderbeg vereinte die Fürsten des heutigen nördlichen Albaniens und südlichen Montenegros zur Liga von Lezha und kämpfte mit ihnen gegen das Osmanische Reich. Er wurde schon zu Lebzeiten in ganz Europa berühmt. Der damalige Papst Pius II. ehrte ihn mit dem Titel Athleta Christi. Sein erfolgreicher Kampf gegen die Osmanen brachte ihm nicht nur den Status als Nationalheld Albaniens ein, sondern machte ihn auch zum Thema zahlreicher Bücher, Dramen und Opern. Nach seinem Tod flohen seine Nachkommen nach Süditalien (unter anderem Neapel), wo sie verschiedene Ämter in Verwaltung und Klerus besetzen konnten.

## Stammbaum
Der nachfolgende Stammbaum entstammt der offiziellen Internetseite der Nachkommen der Kastrioti, die heute in Italien leben.
1. Kastriot (möglicher Vater von Pal)[5], († um 1379 ermordet in Ioannina), Kephale von Kanina[Anm. 1][6] ⚭ N.N.[7]
  1. Pal Kastrioti, Herr von Signa (Sina) und Gardi Ipostesi[7]
    1. Konstantin († 1402 enthauptet in Durrës), Protovestiario (Politiker), 1391 Herr von Signa (Serin), von 1395 bis 1401 Herr von Kruja; ⚭ Helena Thopia, Tochter von Karl Thopia; Fürstin von Durrës († nach 1402).[7]
    2. Alexius, 1403 Gouverneur von drei Ortschaften.[7]
    3. Gjon I. (* 1380 in der Region Mat, heutiges Albanien; † 2. Mai 1437), Herr von Mat (bestätigt 1417) und von Vumenestia von 1406 bis 1438; ⚭ Voisava Tripalda, Tochter des Herrn von Polog.[8][7]
      1. Reposh († 1431 in Hilandar)[7] ⚭ mit einer Osmanin
        1. Hamza[9] (* wahrscheinlich im Osmanischen Reich; † nach 1460); nahm später den Namen Branilo an.

      2. Stanisha († 1448)
      3. Konstandin II. († 1437/38 an einer Lebensmittelvergiftung als osmanische Geisel)[10]
      4. Mara Kastrioti ⚭ Stefan Crnojević († 1465), Sohn von Đurađ Đurašević Crnojević der Großherzöge von Zeta und einer Tochter von Koja Zaharia[7]
        1. Ivan[11] ⚭ Goisava Arianiti, Tochter von Gjergj und Maria Muzaka
          1. Đurađ[12] ⚭ ?
            1. Solomon[12]

        2. Stefan II[11]
        3. Andreas „der tapferere Arvanit“[11]

      5. Gjergj Kastrioti (* 1405; † 17. Januar 1468 in Lezha, Albanien; zum Stammbaum, siehe unten)
      6. Gjela ⚭ 1. Paul Balšić[13]
        1. Georg Strez Balšić ⚭ Teodora Muzaka[14]

      7. Mamica († 1461) ⚭ 26. Januar 1445 Muzaka Thopia[15] († 1455 in der Schlacht bei Berat)[7]
        1. Giovanni[14]
        2. Giorgio[14]
        3. Ali Bey Toptan ⚭ N. N.[16]
          1. Ibrahim Bey[16]
          2. Adem Bey ⚭ N. N.[16]
            1. Mustafa Bey ⚭ N. N.[16]
              1. Mehmet Bey[16]
              2. Ali Bey[16]

            2. Kaplan Pascià ⚭ N. N.[16]
              1. Hagi Mehmet Pascià ⚭ N. N.[16]
                1. Sali Bey[16]
                2. Sami Bey[16]
                3. Niman[16]
                4. Abdullah[16]

              2. Abdulraman Bey ⚭ N. N.[16]
                1. Jussuf[16]
                2. Ahmed[16]
                3. Said[16]
                4. Hussni[16]

              3. Suleyman Pascià ⚭ N. N.[16]
                1. Selim Pascià ⚭ N. N.[16]
                  1. Mehemed Bey[16]

                2. All Bey ⚭ N. N.[16]
                  1. Geci Bey († 1899)[16]
                  2. Essad Pascià († 1925)[16]

              4. Hagi Mahmud Bey ⚭ N. N.[16]
                1. Tochter[16]

              5. Abdi Bey ⚭ N. N.[16]
                1. Adem Bey[16]
                  1. Abdy Bey[16]
                  2. Mazar Bey[16]
                  3. Hamid Bey[16]

      8. Angjelina ⚭ Vladino Golem Comneno Arianiti,[7] Bruder von Giorgio Arianiti[17]
        1. Musachi Comneno, nach seiner Mutter Dangelino genannt[18] ⚭ Maria Muzaka[19]
          1. Porfida, die Große[Anm. 2] ⚭ in Neapel Giulio de Balignano[18]

      9. Vlajka († nach 1444) ⚭ 1. Ghin Muzaka[13] ⚭ 2. Stefano Maramonte (auch als Balšić bekannt)[20]; Adliger aus Lecce
        1. Ivan Strez Balšić[21]
        2. Gojko Balšić[21] ⚭ Komnina Arianiti[14], Tochter von Gjergj Arianiti
          1. Sohn; † gefallen in Ungarn[14]
          2. Sohn; † gefallen in Ungarn[14]
          3. Maria ⚭ Giacomo Alfonso Ferrillo, 1483 Graf von Muro[14]
            1. Beatrice ⚭ Ferrante Orsini († 6. Dezember 1549 in Neapel), 5. Graf von Gravina in Puglia[14]
            2. Isabella ⚭ Luigi Genaldo, 1545 Graf von Conza, 1561 Fürst von Venosa[14]

### Stammbaum von Georg Kastrioti (* 1405), genannt Skanderbeg

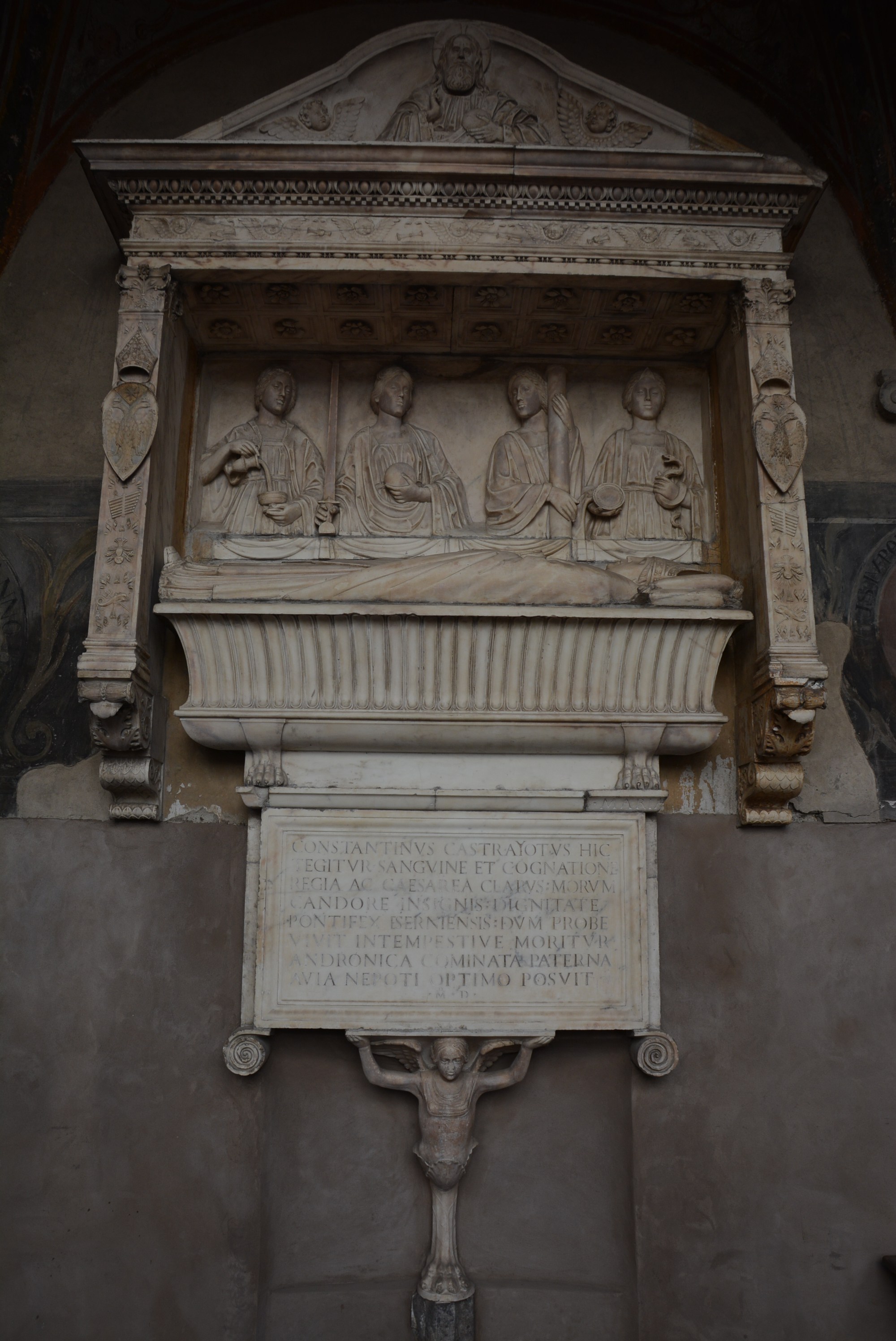
Constantino Kastrioti (Bischof von Isernia, * 1477; † 1500)

1. Gjergj Kastrioti (* 1405; † 17. Januar 1468 in Lezha, Albanien), Prinz von Albanien und des Epirus, 1443 Herr von Kruja, 1445 Herr von Mat und Dibra, ab 25. September 1463 venezianischer Patrizier (Mitglied im Maggior Consiglio)[22], ab 1464 Herr von Trani, Monte Sant’Angelo und San Giovanni Rotondo; ⚭ 26. April 1451 Donika Arianiti Muzaka († 1500 in Valencia)[23], Tochter von Gjergj Arianiti, Herr von Cerminica und Maria Muzaka der Despoten von Epirus[24]
  1. Gjon II. (* 1456; † 1505), 1468 Herr von Kruja (flieht mit seiner Mutter ins Königreich Neapel), 1468–1481 Herr von Monte Sant’Angelo und San Giovanni Rotondo (im Tausch erhielt San Pietro in Galatina), 1481 1. Herzog von San Pietro in Galatina, 1. Graf von Soleto, ab 25. September 1463 venezianischer Patrizier, ab 10. Februar 1495 Herr von Gagliano und Oria; ⚭ Irena Branković (auch: Irene, Irina), Tochter des Despoten Lazar Branković und Elena Paleologa[25][24]
    1. Elena ⚭ Elia Černetić (italienisiert: Elia Cernovicchio)[26]
      1. Nicolò Angelo (* 1529 od. 1535 in Barletta; † 1604)[27]
      2. Pietro Angelo (* 1543 in Barletta)[26]

    2. Giorgio Kastrioti (* um 1476; † 1540), 1498 Schatzmeister des Herzogtums Amalfi,[28] kämpfte von 1499 bis 1501 an der Seite der Republik Venedig, ab 10. August 1503 neapolitanischer Patrizier; ⚭ Bernardina Coppola, Tochter von Guido, Patrizier von Scala[24]
      1. Agostino ⚭ Giovanna del Giudice[29]
      2. Luigi ⚭ Aurelio D'Alagna[30]
        1. Andrea ⚭ 1555 Vittoria Sasso[29]
          1. Cesare, dottore in legge, 1. ⚭ 6. Februar 1586 Claudia (Bulgamini ?), 2. ⚭ Ippolita Confalone[29], Tochter von Nicenzio und Silena Frezza
            1. Aurelia ⚭ Claudio Coppola[29]
            2. Francesco Antonio († 1616)[29]
            3. Andrea († ? – 28. Mai 1625)[29]
            4. Vittoria[29]
            5. Maria[29]
            6. Costanza[29]
            7. Giovanna[29]

          2. Mario[29]
          3. Pietro[29]
          4. Laura[29]
          5. Ippolita[29]
          6. Camilla ⚭ Lorenzo d’Afflitto[29]
          7. Luigi (* 6. Juli 1581; † 26. April 1607)[29]

        2. Giorgio Maria[29]
        3. Marzio[29]
        4. Vespasiano[29]
        5. Andronica ⚭ Pietro d’Aponte[29]
        6. Emilia ⚭ Mariano del Gaudioso[29]

      3. Filippo
      4. Cesare
      5. Laura
      6. Porfida ⚭ Ettore d'Alagno[14]

    3. Constantino Kastrioti (Bischof von Isernia, * 1477; † 1500; beerdigt im Kreuzgang der Kirche Santa Maria la Nova in Neapel)
    4. Federico Kastrioti (? - ?)[31]
    5. Don Ferdinando Kastrioti, genannt Ferrante (* ?; † 17. Dezember 1561 in Kalabrien), seit 30. Juli 1516 2. Herzog von San Pietro in Galatina, 2. Graf von Soleto, venezianischer Patrizier, Herr von Salignano, Aradeo, Bagnolo und Torrepaduli (Ruffano)[32] ⚭ Adriana Acquaviva d'Aragona der Herzöge von Nardò (zum Stammbaum, siehe unten)[24]
    6. Maria († 19. Oktober 1569), venezianische Patrizierin

#### Stammbaum von Don Ferdinando Kastrioti († 1561), genannt Ferrante
1. Don Ferdinando Kastrioti, genannt Ferrante († 17. Dezember 1561 in Kalabrien), seit 30. Juli 1516 2. Herzog von San Pietro in Galatina, 2. Graf von Soleto, venezianischer Patrizier; ⚭ Donna Andreana (auch: Adriana) Acquaviva d'Aragona, Tochter von Belisario Acquaviva d'Aragona (* 1464; † 1528), 1. Herzog von Nardò und Sveva Sanseverino († 1568) der Fürsten von Bisignano[33][24]
  1. zehnjähriger legitimer Sohn, der im Kindesalter starb[31]
  2. Erina Kastrioti (*legitim zwischen 1510 und 1520; † 15. September 1565 Morano Calabro)[34], Herzogin von San Pietro in Galatina und Gräfin von Soleto, seit 1561 Frau von Salignano, Aradeo, Bagnolo und Torrepadule, venezianische Patrizierin; ⚭ 1539[34] Don Pierantonio Sansaverino († 1559 Frankreich)[34], 4. Fürst von Bisignano, Herzog von Corigliano und San Marco[24]
    1. Nicolò Berardino Sanseverino (* 1541 Morano Calabro; †)[34] ⚭ Isabella della Rovere[14]
      1. Sohn; stirbt im Kindesalter[14]

  3. Federico (legitimiert;) Mutter: "Pazienza Pollastra"; ⚭ Aurelia de Noha, Schwester von Vincenzo Maria, Baron von Noha[31]
    1. Giovanni († 1621), Baron von Gagliano, Salignano, Arigliano ⚭ Margherita Guarini der Herzöge Poggiardo[35]
      1. .....[35]

  4. Pardo (legitimiert; err. * 1538 San Pietro in Galatina; † 1561/1596), Mutter: Donna Portia de Urrisio; ⚭ Antonella Stefagnoli, Tochter von Giovanni Pietro Stefagnoli[35] (zum Stammbaum siehe unten)[24]
  5. Achille (legitimiert; * err. um 1540 San Pietro in Galatina; † Testament: 20. November 1591), Statthalter in Cassano all’Ionio, Mutter: "Dianora coronita";[Anm. 3][35] ⚭ 11. Februar 1561 Isabella Sanseverino, illegitime Tochter von Don Pietro Antonio, 4. Fürst von Bisignano. (zum Stammbaum siehe unten)[24]
  6. Alfonso (* ?; † 24. Dezember 1595 in Galatina), illegitim; Mutter: "Pazienza Pollastra"; ⚭ Caterina Bisanti[35][24]
  7. Cesare (* 1543 – ?), illegitim , ⚭ 1. Erina Curto, ⚭ 2. Laura Longo, ⚭ 3. Giulia Abbenante;[24] 1587 wohnhaft in Corigliano Calabro, Baron von Vaccarizzo und San Giorgio[35]
  8. Giovanni Annibale (* 1552 – ?), illegitim[24] ⚭ Camilla Branai Castriota, Tochter von Giovanni Fabio und Alfonsa Branai Castriota[36] (siehe dazu di Nachkommen von Vrana Konti)
  9. Porzia (1554 – ?), illegitim; Mutter: Maria, Tochter von Bernardino Robbi alias Villamari[35]
  10. Lucrezia, illegitim, ⚭ Cesare Barone, Lehnsherr von Diso[24]
  11. Giovanna (*?; †Oktober 1586)[35], illegitim, ⚭ Baron Mario Cavazza[24]
  12. Andronica, illegitim, ⚭ Adlige Fabrizio Tresca[24]
  13. Ferrante (* 1562 – ?), illegitim; Mutter: Maria, Tochter von Bernardino Robbi alias Villamari[35]

#### Stammbaum von Pardo
1. Pardo (legitimiert; 1561/1596) ⚭ Antonella Stefagnoli, Tochter von Giovanni Pietro Stefagnoli (zum Stammbaum siehe unten)[24]
  1. Giovanni († nach 1596) ⚭ 4. Juni 1589 Maria Grazia Verdesca, alias Liuzzi[24]
    1. Pardo (* 22. März 1590; † ?)[24]

  2. Angela Isabella (* 4. Oktober 1562 in Galatina; † ?)[24]
  3. Alessandro († nach 1596) ⚭ 24. Juni 1590 Laudomia Strafella, Witwe des Giovanni Battista Morelli[24]
    1. Cesare (* 17. Oktober 1591 in Copertino; † ?)[24]
    2. Lucrezia (* 7. Juni 1593 in Copertino; † ?)[24]
    3. Pietro (* 16. August 1596 in Copertino; † ?)[24]

  4. Fabio Costantino (* 27. August 1574 in Galatina; † Testament vom 15. September 1615) ⚭ 4. Juni 1589 Antonia Verdesca[24]
    1. Giovanna (* um 1601; † 20. Oktober 1661 in Copertino), Nonne im Kloster San Francesco[24]
    2. Maria ⚭ 1. 29. Oktober 1618 Marco Antonio Costantino aus Galatina; ⚭ 2. 20. Februar 1628 Giovanni Angelo Arcudi aus Galatina[24]
    3. Laudomia († 1686 in Copertino), Klarisse im Kloster SS. Annunziata von Copertino[24]
    4. Vittoria (* 30. Juli 1608 in Copertino; † 11. Januar 1656 in Copertino), Klarisse im Kloster SS. Annunziata von Copertino[24]
    5. Lucrezia (* 24. Mai 1611 in Copertino; † ?)[24]
    6. Giovanni Francesco (* 2. März 1612 in Copertino; † ?)[24]
    7. Costantino (auch: Alessandro) (* 6. Februar 1616 in Copertino; † 28. Mai 1643 in Copertino) ⚭ Donata Curchi aus Galatina († nach 1643)[24]
      1. Vitantonio (* 23. März 1641; † Testament vom 2. Mai 1716) ⚭ (Vertrag vom 16. November 1658) Isabella Castriota-Scanderbeg della linea di Gagliano († 24. August 1662 in Copertino)[24]
        1. Alessandro (* 28. September 1659 in Copertino; † 23. August 1743 in Lecce), Adliger von Lecce, seit 3. Juni 1685 Patrizier von Lecce ⚭ 1. (Vertrag vom 25. April) 26. April 1682 Adlige Caterina Giustiniani, Tochter des Adligen Andrea Fabiano Giustiniani; ⚭ 2. (Vertrag vom 13. Februar 1703) Adlige Irene, Tochter des Adligen Bartolomeo Pieve-Sauli († 9. September 1704); ⚭ (Vertrag vom 25. Mai 1706) Donna Giuseppa de Torres, Tochter des Marchese Don Luca de Torres.[24]
          1. (Ex 2.) Adlige Isabella (* 1. September 1704; † 5. März 1749), berühmte Dichterin;[37] ⚭ 1. 11. Dezember 1720 Filippo Guarini, Baron von Tuglie; ⚭ 2. 22. Juni 1741 Adlige Pietro Belli.[24]
          2. (Ex 2.) Pasquale (* 1. September 1704; † in jungem alter), Adliger von Lecce.[24]
          3. (Ex 3.) Francesco (* 11. August 1708; † 29. September 1790), Adlige von Lecce; ⚭ 4. April 1745 Adlige Orsola, Tochter des Adligen Donato Caretti.[24]
          4. (Ex 3.) Teresa (* 29. August 1710; † ?) ⚭ 18. Juli 1729 Fiorillo Frisari.[24]
          5. (Ex 3.) Adlige Maria (* 29. Dezember 1712; † ?).[24]
          6. (Ex 3.) Vitantonio (* 7. August 1717; † 19. November 1811), Adlige von Lecce, geistlicher Commendatore, dann Bürgermeister von Lecce von 1753 bis 1754; ⚭ 3. Februar 1748 Doneca Kastrioti, Tochter von Federico Kastrioti aus Calimera (Dies ist eine Familie mit dem gleichen Nachnamen).[24]
            1. Alessandro (* 8. Februar 1748; † 1803), 1792–1795 Königlicher Kapitän und Gouverneur von Barletta, seit 1801 Adliger von Barletta; ⚭ 1787 Adlige Angela Rosa, Tochter des Barons Giovanni Battista Lentini.[24]
              1. Ferdinando.[24]
              2. Federico (* 20. März 1796 in Amalfi; † 1866 in Neapel), berühmter Rechtsanwalt in Neapel.[24]
              3. Giorgio (* 20. März 1796 in Amalfi; † 28. Dezember 1846 in Lecce), Richter der Gran Corte Criminale in Lecce;[38] ⚭ 14. Februar 1831 Donna Carlotta Lopez y Royo, Tochter von Don Bartolomeo der Herzöge von Taurisano e Donna Maria Giovanna Luisa Gaetani dell’Aquila d’Aragona der Fürsten von Piedimonte.[24]
                1. Alessandro (* 10. März 1834; † 1877;) ⚭ 1870 in Ruffano die Adlige Maria Mariglia[24]
                  1. Giorgio (* 13. Dezember 1871 in Ruffano; † 21. Juni 1906); ⚭ 6. Oktober 1895 Francesca Bottari der Barone von Paretatto (* in Francavilla Fontana; † ?).[24]
                    1. Giulio (* 21. Oktober 1921 in Ruffano); ⚭ Adriana Menegotti.[24]
                    2. Francesca (* 17. März 1923 in Ruffano); ⚭ Enzo Pozzo.[24]
                    3. Maria Pia (* 20. August 1924 in Ruffano); ⚭ 24-8-1955 Aldo de Bernart.[24]
                    4. Maria Anna (* 2. Mai 1926 in Ruffano); ⚭ Giovanni Laporta[24]
                    5. Erina (* 22. November 1927 in Ruffano); ⚭ 24. August 1955 Luigi Vinci.[24]
                    6. Stella Carolina (* 17. Juni 1929 in Ruffano); ⚭ Guido Bolognesi.[24]
                    7. Giorgio (* 26. März 1931 in Ruffano; † 20. Juni 1996 in ruffano); ⚭ 8. September 1958 in Specchia Gallone Maria Teresa (* 28. August 1931 in Minervino), Tochter von Antonio Bandello, Rechtsanwalt, und von der Adligen Maria Concetta Daniele.[24]

            2. Maria (* 14. Februar 1899; † 10. Oktober 1973) ⚭ 24. April 1925 Savino de Bellis.[24]
            3. Isabella.[24]
            4. Elisabetta.[24]
            5. Federico (* 1. Januar 1903 in Ruffano; † 6. November 1967 in Bari), (seine Nachkommen verwendet den Namen Castriota (Kastrioti) Skanderbegh); ⚭ 26. Juni 1932 in Roma Teresa Di Tullio (* 19. Mai 1909 in San Donato di Lecce; † 2. Februar 1985 in Santa Maria di Leuca).[24]
              1. Isabella (* 26. März 1934 in Matera); ⚭ 2. Oktober 1966 in Bari den Professor Guido Meale.[24]
              2. Giorgio (* 18. November 1936 in Matera); ⚭ 1. 12. März 1962 in Foggia Adelaide Berardi (* 15. Mai 1935 in Cerignola), geschieden; ⚭ 26. Juni 1975 Daniela Ciciriello (* 23. August 1943 in Bari).[24]
                1. Federico (* 18. Oktober 1836; † 1905), Bürgermeister von Ruffano.[24]
                2. Giovanna (* 1839; † 25. August 1856).[24]
                3. Francesco (* 1840; † ?); ⚭ Rosa, Tochter von Paolo Casto.[24]
                  1. Luigi (* 1871; † ?).[24]
                  2. Maria Luisa Carolina ⚭ Nicola Panzera.[24]
                  3. Giovanni († 3. November 1896).[24]
                  4. Emilia.[24]
                  5. Alessandro.[24]
                  6. Federico.[24]
                  7. Margherita.[24]
                  8. Costantino.[24]
                  9. Giorgio.[24]
                  10. Caterina.[24]
                  11. Antonio.[24]
                  12. Nobile Giuseppe (* Lecce 12. April 1888; † 1959) ⚭ Livia Pepe.[24]
                    1. Giorgio (* 1926; † 1975) ⚭ Anna Aguglia[24]
                      1. ......[24]

                    2. Giovanni (* 1929) ⚭ Maria Antonietta Castriota Scanderberg (* Ruffano 9. Dezember 1934) (siehe oben).[24]
                    3. ......[24]
                    4. Isabella (* 1933; † 2002) ⚭ Carlo Ripa.[24]
                    5. Maria Luisa (* 1939) ⚭ Enrico Abati.[24]

                4. Costantino (* 5. März 1843 in Neapel; † 5. Januar 1913 in Lecce), Präsident der Industrie- und Handelskammer von Lecce ⚭ 1. 7. Februar 1875 Maria Eugenia Fiore; ⚭ 2. Adelaide Plantera; ⚭ Baronin Isabella Paladini.[24]

              3. Carolina ⚭ Marchese Nicola Santangelo.[24]
              4. Doneca

            6. Bartolomeo (* 25, August 1749; † ?), Adliger von Lecce.[24]
            7. Giuseppa (* 8. August 1750 ⚭ 8. November 1825) ⚭ 18. Mai 1778 Vincenzo Bernardini.[24]
            8. Isabella (* 1. September 1751; † 2. August 1812) ⚭ Adliger Gaetano Guarini.[24]
            9. Teresa (* 1. September 1752; † ?).[24]
            10. Francesca (* 24. April 1754; † 10. Dezember 1811).[24]
            11. Giorgio (* 26. Juli 1755; † ?), Adliger von Lecce, Abt von Montecassino.[24]
            12. Teresa (* 5. Dezember 1757; † 11. Februar 1803).[24]
            13. Maria Vittoria (* 15. November 1759; † ?).[24]
            14. Francesco (* 11. Mai 1761; † 10. Dezember 1811), Adliger von Lecce.[24]
            15. Vincenza (* 5. April 1763; † ?).[24]
            16. Oronzo († 11. Oktober 1828), Adliger und Kanoniker von Lecce.[24]
            17. Costantino, Adliger von Lecce und Abt von Montecassino.[24]

          7. (Ex 3.) Adlige Teodora (* um 1721; † 9-1-1784) ⚭ Giuseppe Feraroli († 14-1-1762).[24]

        2. Antonia (* 1660; † 15. November 1705 in Copertino) ⚭ 25. Dezember 1679 Raffaele Fapane dal Leverano.[24]
        3. Vittoria (* 20. Dezember 1661 in Copertino; † 7. Juni 1662).[24]

      2. Antonia (* 20. Oktober 1642 in Copertino; † ?).[24]

  5. Irene.[24]
  6. Felicia († nach 1596) ⚭ Ferdinando Russo.[24]

#### Stammbaum von Achille Kastrioti († 1591)
1. Achille (* San Pietro in Galatina; † Testament: 20. November 1591), Statthalter in Cassano all’Ionio; ⚭ 11. Februar 1561 Isabella Sanseverino, illegitime Tochter von Don Pietro Antonio, 4. Fürst von Bisignano.[24]
  1. Pirro (* um 1569; † ?), Baron von Ursomarso, Capitano (im Italien des Mittelalters. Angehöriger des kriegerischen Adels) von Cassano; kaufte die Lehnsgüter von Tullo, Sant’Emiliano, Bosco und Tafagnano; 1584 verkauft er Palombano wieder; ⚭ ?.[24]
    1. Isabella (* 1594; † ?).[24]
    2. Antonio († Testament: 14. Juli 1654); ⚭ 1. Livia Cavallo Ruffo; ⚭ 20. Juli 1620 Vittoria Milizia, Baronin von San Demetrio, San Cosmo e Macchia, Tochter und Erbe des Barons Bernardino († 1644).[24]
      1. Costantino.[24]
      2. Achille, Baron von San Demetrio, San Cosmo und Macchia für mütterliche Vererbung; ⚭ 13. Mai 1653 Camilla Castriota († 1677).[24]
        1. Giulia ⚭ N.N. Sollazzi.[24]
          1. Giulio, Bischof von Bisignano[14]

        2. Antonio, Baron von San Demetrio, San Cosmo und Macchia; ⚭ 31. Januar 1701 Claudia di Paola.[24]
          1. Achille († nach 1750).[24]
          2. Giorgio († nach 1750), letzter Baron von San Demetrio, San Cosmo und Macchia; er zieht nach Neapel; ⚭ 10. Februar 1733 Fulvia Luzzi Abenante.[24]
            1. Antonio Maria (* 21. Januar 1734; † 18. September 1750)[14]
            2. Giovanni Maria (* 3. Januar 1736; † 24. Mai 1788), olivetanischer Mönch.[24][14]
            3. Pirro (* 28. Januar 1742; † 21. April 1821 in Neapel), Jesuit.[24][14]
            4. Ferdinando (* 5. April 1739 in Neapel; † 25. März 1822 in Neapel); ⚭ (Ehevertrag: 2. Februar 1770) 12. Februar 1770 Maria Palomba, Tochter von Francesco Marchese von Cesa und Elena Morosini (* 9. Februar 1749; † 22. April 1788).[24]
              1. Francesco (* 23. November 1779 in Neapel; † 9. Januar 1862 in Neapel); ⚭ 17. September 1806 Maria, Tochter des Marchese Gabriele Sanchez de Luna, neapolitanischer Patrizier, und Teresa Sambiase der Fürsten von Campana (* 19. Dezember 1782; † 17. Januar 1868).[24]
                1. Antonio (* 18. August 1810; † 2. Dezember 1899), Marchese di Auletta, Herr von Sant’Angelo Le Fratte (Titel erneuert mit königlichem Patent vom 4. April 1897); ⚭ 12. August 1839 Emanuela di Gennaro Marchesa di Auletta und Dame von Sant’Angelo Le Fratte, Tochter und Erbin des Marchese Raimondo.[24]
                  1. Elena (* 19. März 1841; † 13. Februar 1877); ⚭ 7. Juni 1860 Graf Don Emanuele Gaetani dell’Aquila d’Aragona.[24]
                  2. Giovanni (* 11. Februar 1847; † 23. Januar 1929), ab 1899 Marchese von Auletta und Herr von Sant’Angelo Le Fratte; ⚭ 20. September 1869 Maria Sersale (* 25. Juni 1848; † ?), Tochter des Marchese Gaetano Sersale und Maria Teresa Milano Franco d’Aragona der Fürsten von Ardore.[24]
                    1. Emanuela (* 3. September 1870; † 4. August 1871).[24]
                    2. Francesco (* 7-6-1875; † 9-6-1943), Marchese von Auletta und Herr von Sant’Angelo Le Fratte von 1929 bis 1943.[24]

                2. Giorgio (* 7. März 1815; † 2. November 1842).[24]
                3. Giovanna; ⚭ Alessandro Bonito Marchese von Petruro.[24]
                4. Marianna; ⚭ Giuseppe Ventapane der Marchesi von Ispani und San Pietro.[24]
                5. Gabriele (* 7. September 1820; † ?); ⚭ 2. Januar 1859 Concetta der Marchesi Cervati.[24]
                  1. Matilde ⚭ Camillo Fumo[24]
                  2. Antonietta[24]

              2. Maria Luisa, Nonne im Kloster Santa Patrizia delle Dame a Napoli[24]
              3. Antonio
              4. Giorgio
              5. Filippo (* 29. März 1783 in Neapel; † 25. Dezember 1835 in Neapel), Kapitän der Kavallerie der neapolitanischen Armee; ⚭ 18. Juni 1818 Caterina Pellegrini Baronin von Fossaceca und Castelluccio und Herrin von Broglio, Tochter und Erbin des Barons Felice[24]
                1. Maria Claudia (* 11. Februar 1822; † 24. Januar 1899); ⚭ 2. Februar 1852 adlige Ritter Adolfo de Cesare[24]
                2. Ferdinando (* 18. Januar 1825; † 10. August 1900), Baron von Fossaceca und Casteluccio und Herr von Broglio; ⚭ 15. September 1859 Filomena de Liguoro, Tochter von Gennaro der Fürsten von Presicce, neapolitanischer Patrizier und Maria Michela de Liguoro der Fürsten von Presicce (* 28. November 1835; † 7. Februar 1905)[24]
                  1. Alfonso (* 7. November 1861; † ?); ⚭ Vittoria, Tochter des adligen Giuseppe d’Amore und Rosaria Gigli (* 28. Juli 1850; † ?)[24]
                  2. Filippo (* 12. August 1865; † 8. März ) 1. ⚭ 26. Januar 1890 Matilde Maria de Liguoro, Tochter von Don Francesco Maria der Fürsten von Presicce, neapolitanischer Patrizier, und Olimpia Paternò der Marchesi Paternò (* 25. Oktober 1868 in Neapel; † 27. Februar 1893 in Neapel); 2. ⚭ 19. November 1896 in Neapel Anna Maria de Liguoro der Fürsten vom Presicce (* 27. Juli 1862 † ?), Schwester der 1. Frau[24]
                    1. Maria Addolorata (* 25. Mai 1891 in Neapel; † 6. September 1973)[24]
                    2. Ferdinando (* 15. Januar 1893 in Neapel; † 18. Juli 1978), Obedienzritter des Souveränen Malteserordens, Großoffizier Ritter des Skanderbeg-Ordens, Kommandant des Verdienstordens der Italienischen Republik, Ritter des Ordens der Krone von Italien, Cavaliere di giustizia des spanischen Konstantinordens, Kriegsverdienstkreuz; ⚭ 13. September 1924 in Šibenik Carolina der Grafen Mattiazzi, Adlige von Šibenik[24]
                      1. Filippo (* 16. Juni 1925 in Zadar; † 10. September 1984) ⚭ 9. Dezember 1950 Ada Guerriero[24]
                      2. Giorgio (* 13. September 1928 in Modena) ⚭ 29. April 1957 Maria Elisa der Barone Buono[24]

                    3. Filomena (* 15. August 1897; † 1. September 1981) ⚭ 9. September 1926 Gaspare Giusso der Herzöge Galdo und der Marchesi della Schiava
                    4. Donica (* 10. August 1900 in Neapel; † 11. Oktober 1958), Nonne des Dritten Ordens des heiligen Franziskus[24]
                    5. Matilde (* 22. August 1902 in Neapel; † 12. September 1984)[24]

                  3. Caterina (* 26. Oktober 1867; † ?) ⚭ 21. Januar 1895 Ritter Ernesto Vozzi[24]

            5. Maria Rosa, Nonne des Klosters Santa Patrizia delle Dame in Neapel[24]
            6. Maria Camilla, Nonne des Klosters Santa Patrizia delle Dame in Neapel[24]

          3. Anna, Nonne des Klosters Santa Patrizia delle Dame in Neapel[24]

      3. Donica ⚭ Giuseppe Cassinelli Baron della Scala[24]

    3. Irene ⚭ Carlo Castriota[24]

  2. Costantino (* um 1572; † ?) ⚭ Laura Campilongo der Barone von Lungro[24]
    1. Filippo ⚭ Laura Novellis[14]
      1. Giuseppe Domenico, Dominikaner[14]
      2. Lucrezia ⚭ Giovanni Antonio Giliberti[14]

    2. Beatrice ⚭ Giacinto Caampilongo[14]

  3. Anna ⚭ Lello Kastrioti[14]

## Familienwappen

Familienwappen der Kastrioti. Vorbild für die Flagge Albaniens
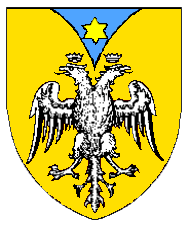
Wappen der Kastrioti in Italien
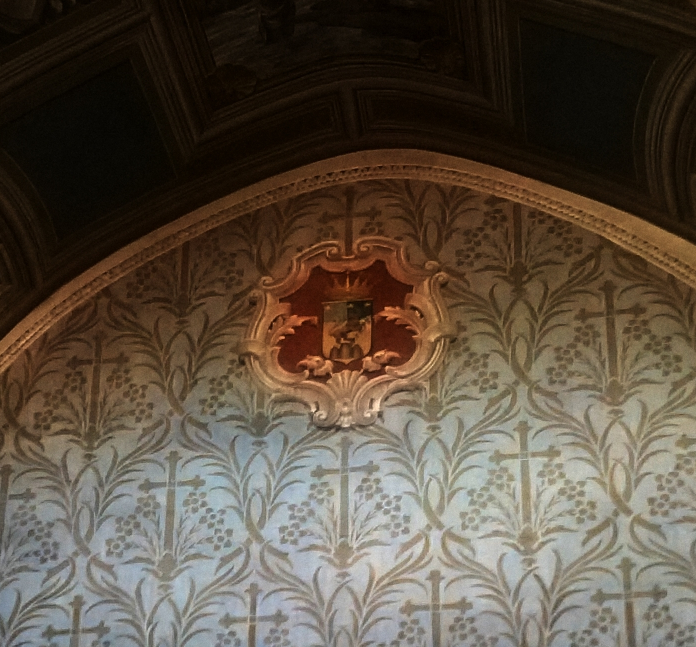
Familienwappen von Achille Kastrioti